# Nesolestes pauliani
Nesolestes pauliani là một loài chuồn chuồn kim thuộc họ Megapodagrionidae. Đây là loài đặc hữu của Comoros.